# Chilobrachys oculatus
Chilobrachys oculatus là một loài nhện trong họ Theraphosidae.
Loài này thuộc chi Chilobrachys. Chilobrachys oculatus được Tord Tamerlan Teodor Thorell miêu tả năm 1895.